# Абатство (об'єднання письменників)

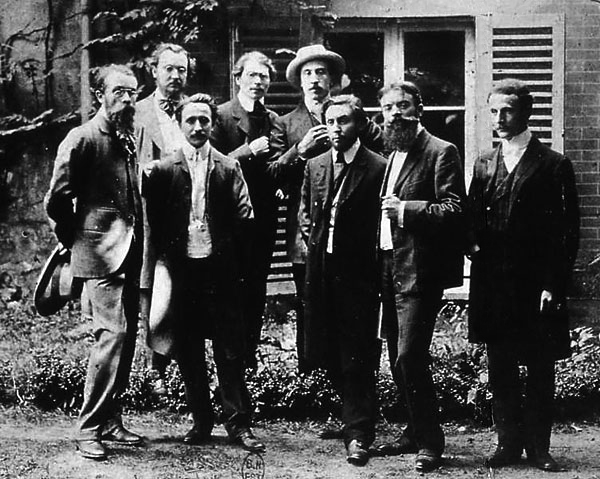
Перші члени «Абатства», 1907 р. На передньому плані (зліва направо): Шарль Вільдрак, Рене Аркос, Альбер Глейзе, Анрі-Мартен Барзун, Александр Марсеро. На задньому плані: Жорж Дюамель, Бертольд Ман, Жак д'Отемар

«Абатство» (фр. Groupe de l'Abbaye) — об'єднання французьких письменників (Р. Аркос, Ж Шеннев'єр, Ж. Дюамель, М. Глез, А. Мартен, Шарль Вільдрак, Л. Дюртен), музикантів і художників, утворене у містечку Кретейль (1906—1908) поблизу Парижа у приміщенні колишнього абатства.
Основою об'єднання стали ідеї змальованої в романі «Гаргантюа і Пантагрюель» Франсуа Рабле гуманістичної утопії Телемського абатства. Життя представників «Абатства» було унормоване за зразком побуту фаланстерів або середньовічної комуни. Мало власну типографію, видало 20 книг. «Абатство» захоплювалося творчістю В. Вітмена, Е. Верхарна, Ф. Достоєвського, прагнуло реформувати французьку поезію, долало інерцію символізму, безґрунтянства, що засвідчили ліричні збірки «Легенди і битви» (1907) Ж. Дюамеля, «Трагедія просторів» (1907) Р. Аркоса, «Образи і кохання» (1908) Ш. Вільдрака. В «Абатстві» панувала думка про спільну душу, притаманну людству, частиною якої наділений кожен індивід. Тому його самореалізація можлива лише в межах колективу. Така одностайність спільноти з її моральними настановами вважалася вищою за групові чи особистісні інтереси, проголошувалася справжньою реальністю, що могла б стати основою художньої творчості. «Абатство» сприймалося як творче товариство, а не літературна школа. Основні його положення були сформульовані у маніфесті «Душа людей» (1904) Жуля Ромена. Звернення не лише відобразило естетичну програму об'єднання, а й передбачило творчі пошуки унанімістів, сформулювало засновки поетично осмисленої соціальної психології, яка зароджувалася.
Творчий досвід «Абатства» привертав увагу й українських поетів, передусім «неокласиків». Так, Михайло Драй-Хмара захоплювався вишуканим літературним смаком представників угруповання, філософськими поглядами, «цінуванням свободи над усе», перекладав лірику Ж. Ромена («Місто», «Самим собою буть перестаю поволі»), а його сонет «Лебеді» та фрагменти з поеми «Поворот» згодом переклав французькою мовою колишній абатівець Ш. Вільдрак.